# Kandgoal, Homnabad
Kandgoal là một làng thuộc tehsil Homnabad, huyện Bidar, bang Karnataka, Ấn Độ.